# Хайку
Хайку (яп. 俳句) — жанр традиционной японской лирической поэзии вака, известный с XIV века. В самостоятельный жанр эта поэзия, носившая тогда название хокку, выделилась в XVI веке; современное название было предложено в XIX веке поэтом Масаокой Сики. Поэт, пишущий хайку, называется хайдзин (яп. 俳人). Классическая форма японского хайку — 17 слогов, разделённых на группы 5—7—5, однако от неё отступают как в японской, так и в зарубежных традициях. Одним из самых известных представителей жанра является Басё.

## Структура и жанровые признаки хайку
Традиционное японское хайку состоит из 17 слогов, составляющих один столбец иероглифов (впрочем, уже у Басё встречаются отступления от нормы слогового состава). Особыми разделительными словами — кирэдзи (яп. 切れ字 кирэдзи, «режущее слово») — текст хайку делится в отношении 12:5 — либо на 5-м слоге, либо на 12-м. При переводе хайку на западные языки традиционно — с самого начала XX века, когда такой перевод начал происходить, — местам возможного появления кирэдзи соответствует разрыв строки и, таким образом, хайку записываются как трёхстишия. В 1970-е годы американский переводчик хайку Хироаки Сато предложил в качестве более адекватного решения записывать переводы хайку как моностихи; вслед за ним канадский поэт и теоретик Кларенс Мацуо-Аллар заявил, что и оригинальные хайку, создаваемые на западных языках, должны быть однострочными. Крайне редко встречаются — среди переводных и оригинальных хайку — и двустрочные тексты, тяготеющие к слоговой пропорции 2:1. Что касается слогового состава хайку, то к настоящему времени и среди переводчиков хайку, и среди авторов оригинальных хайку на разных языках сторонники соблюдения 17-сложности (и/или схемы 5—7—5) остались в меньшинстве; по общему мнению большинства теоретиков, единая слоговая мера для хайку на разных языках невозможна, потому что языки значительно отличаются друг от друга средней длиной слов и, следовательно, информационной ёмкостью одинакового количества слогов. Современные хайку, написанные на европейских языках, обычно короче 17 слогов (особенно англоязычные), тогда как русские хайку могут быть даже длиннее.
В классическом хайку центральное место занимает природный образ, явно или неявно соотнесённый с жизнью человека. При этом в тексте должно быть указание на время года — для этого в качестве обязательного элемента используется киго — «сезонное слово». Хайку пишут только в настоящем времени: автор записывает свои непосредственные впечатления от только что увиденного или услышанного. Традиционное хайку не имеет названия и не пользуется привычными для западной поэзии выразительными средствами (в частности, рифмой), однако использует ряд специфических приёмов, выработанных японской национальной традицией (например, какэкотоба). Искусство написания хайку — это умение в трёх строках описать момент. В маленьком стихотворении каждое слово, каждый образ на счету, они приобретают особую весомость, значимость. Сказать много, используя лишь немного слов, — главный принцип хайку.
В сборниках хайку каждое стихотворение часто печатается на отдельной странице. Это делается для того, чтобы читатель мог вдумчиво, не торопясь, проникнуться атмосферой стихотворения.

## История хайку в Японии
Слово «хокку» (яп. 発句, «начальная строфа») первоначально означало начальную строфу другой японской поэтической формы — рэнга (яп. 連歌 рэнга, «нанизывание строф») — или первую строфу танка. С начала периода Эдо (XVII век) хокку стали существовать и как самостоятельные произведения. Термин «хайку» предложил поэт и критик Масаока Сики в конце XIX века для различения этих форм.
Хайку демократизировала японскую поэзию, освободив поэтическое творчество от свода правил и влияния героического и придворного эпоса. Поскольку хайку были новым явлением, не было ещё никаких канонических школ, и авторы хайку были намного свободнее в своём творческом поиске, чем поэты, писавшие пятистишия. Хайку привлекла в поэзию образованных, как бы «спустив» творчество вниз по социальной лестнице, сделав его доступным тем, кто не входил в высшие сословия. Это была настоящая демократическая революция в искусстве.
В своём становлении хайку прошла несколько этапов. Поэты Аракида Моритакэ (1465—1549) и Ямадзаки Сокан (1465—1553) представляли себе её как миниатюру чисто комического жанра. Заслуга превращения хайку в ведущий лирический жанр принадлежит Мацуо Басё (1644—1694).
С именем поэта и художника Ёса Бусона (1716—1783) связано расширение тематики хайку. Параллельно в XVIII веке развиваются комические миниатюры, выделившиеся в самостоятельный сатирико-юмористический жанр сэнрю (яп. 川柳 сэнрю:, фамилия популяризатора жанра). В конце XVIII — начале XIX веков Кобаяси Исса ввел в хайку социальные мотивы, демократизировал тематику жанра.
В конце XIX — начале XX веков Масаока Сики приложил к хайку заимствованный из живописи метод сясэй (яп. 写生 сясэй, «зарисовки с натуры»), способствовавший развитию реализма в жанре хайку.
Сегодня хайку продолжает быть популярным жанром поэзии. В дни празднования Нового года в Японии для привлечения удачи сочиняются хайку, посвящённые первому снегу в новом году или первому сну. Высока популярность образовательных телевизионных программ NHK о хайку.

## Примеры хайку известных авторов
|                              | 枯朶に 烏のとまりけり 秋の暮 (яп.) |  | На голой ветке Ворон сидит одиноко. Осенний вечер. (рус.) |  |
| Мацуо Басё, пер. В. Марковой |                                    |  |                                                           |  |

|                               | かすみうごかぬ 昼のねむたさ (яп.) |  | Не зыблется лёгкая дымка… Сон затуманил глаза (рус.) |  |
| Мукаи Кёрай, пер. В. Марковой |                                   |  |                                                      |  |

|                                | ながむとて 花にもいたし 首の骨 (яп.) |  | Всё глазел на них, Сакуры цветы, пока Шею не свело (рус.) |  |
| Нисияма Соин, пер. Д. Смирнова |                                      |  |                                                           |  |

## История хайку на Западе
С 1960-х годов жанр хайку получил широкую популярность на Западе, особенно в англоязычных странах. Хотя каждая национальная литература создаёт свой собственный вариант хайку, потому что подчиняется поэтическим традициям и ритму своего языка, характерные для этого жанра черты прослеживаются в хайку, написанных на самых разных языках.

## Известные специалисты о хайку
Известная переводчица японской поэзии Татьяна Соколова-Делюсина говорила: «В японском трёхстишии собрана вся суть японской культуры».
Ясунари Кавабата: «Слова в хокку одни и те же, но жизнь безостановочна, и, стало быть, одни и те же слова не могут быть одними и теми же словами. Не может одно и то же слово прозвучать дважды, как не может дважды омыть ваши ноги одна и та же река, как не может дважды повториться одна и та же весна. Иначе эти стихи не удовлетворяли бы столь взыскательному вкусу читателей стольких поколений, не волновали бы сердца наших современников».
Цураюки: «Люди, что живут в этом мире, опутаны густой зарослью мирских дел; и всё, что лежит у них на сердце, — всё это высказывают они в связи с тем, что они слышат и что они видят»
Сёё: «Это та правда, которую можно увидеть и услышать».
Хуан Рамон Хименес: «Чем же нас так привлекает это бессмертное искусство слагать стихи из нескольких строк, дошедшее к нам из глубины веков, эта магия немногословности: простотой слова, концентрацией мысли, глубиной воображения или своей душой?»